# Latrodectus atritus
De Latrodectus atritus is een giftige spin die van nature in Nieuw-Zeeland voorkomt. De spin is familie van de roodrugspin en de beruchte Noord-Amerikaanse zwarte weduwe.
De spin bereikt bij volwassenheid een lengte van ongeveer 1 cm, met de poten erbij kan ze tot 4 cm lang worden. De mannetjes zijn over het algemeen wit, met ruitvormige rood-oranje vlekken op het bolle abdomen, die worden omzoomd met onregelmatige zwarte lijnen. Het vrouwtje is meestal hetzelfde gekleurd als de katipo (L. katipo).